# Battaglia di Ctesifonte
La battaglia di Ctesifonte fu combattuta il 26 maggio 363 di fronte a Ctesifonte, tra l'esercito dell'imperatore romano Giuliano e quello sasanide che difendeva la propria capitale. La battaglia fu vinta da Giuliano, che però dovette porre fine alla propria campagna e ritirarsi senza conquistare la città.

## Antefatto

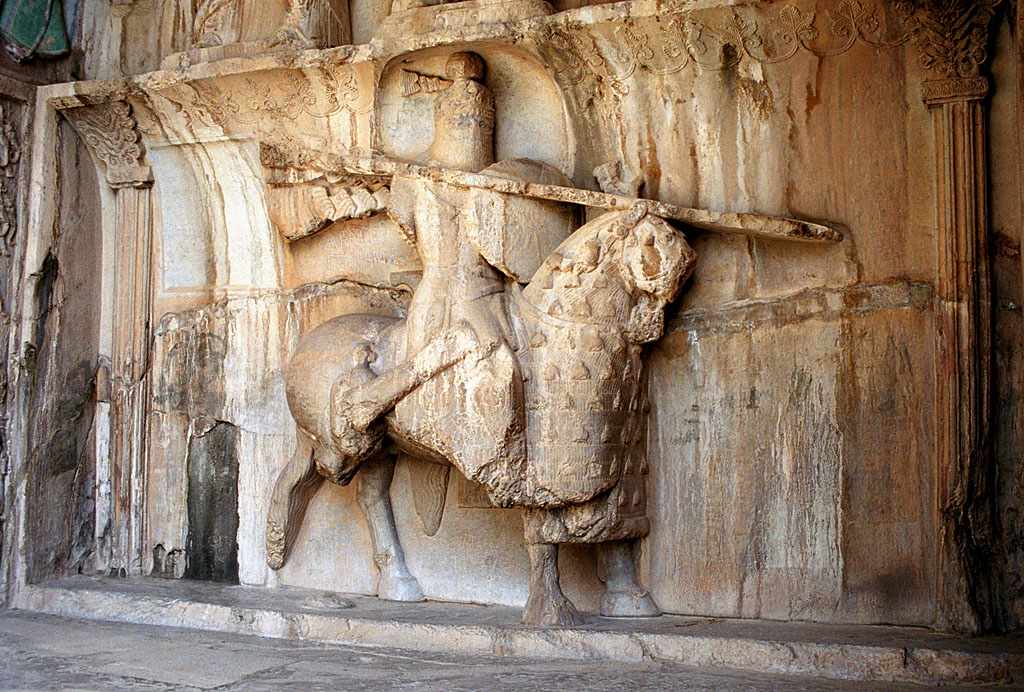
Catafratto sasanide alla carica, da un rilievo a Taq-e Bostan. La micidiale cavalleria pesante sasanide non riuscì a far pesare la propria forza contro l'esercito di Giuliano

Alla sua assunzione al trono, il re sasanide Sapore II aveva ripreso le ostilità contro l'Impero romano; una prima campagna era stata fallimentare, ma la seconda aveva portato alla conquista della fondamentale fortezza frontaliera di Amida, caduta nel 359. L'imperatore Costanzo II non era riuscito a contrastare l'offensiva sasanide, anche perché era stato obbligato a rivolgere la propria attenzione alla ribellione del cugino e cesare Giuliano: il 3 novembre 361 Costanzo era però morto, succeduto proprio da Giuliano. Dopo essersi occupato della riorganizzazione dell'impero per due anni, Giuliano decise di riprendere l'offensiva contro i Sasanidi.
Il 5 marzo Giuliano lasciò Antiochia con 65 000 uomini; a Carre un contingente di 30 000 soldati, comandato da Procopio, prese la via dell'Armenia da dove, assieme alle forze del re armeno, avrebbe dovuto attaccare la Persia da nord. Giuliano entrò in territorio sasanide con 35 000 soldati, all'inizio di aprile e, seguendo il corso dell'Eufrate, penetrò nel territorio nemico conquistandone le fortezze fino a giungere a maggio inoltrato in vista di Ctesifonte, la capitale sasanide.

## Battaglia
L'esercito sasanide attendeva quello romano nella piana davanti a Ctesifonte, delimitata dall'altro lato dal fiume Tigri: comandato dallo spahbod Merena, schierava i Savaran (catafratti) al centro e arcieri a cavallo corazzati sui fianchi, mentre nella retroguardia erano presenti gli elefanti da guerra. I generali di Giuliano temevano molto la cavalleria pesante sasanide, ma l'imperatore ordinò l'attraversamento del fiume.
L'esercito romano riuscì ad attraversare il Tigri malgrado l'opposizione sasanide e si dispose a mezzaluna per evitare di essere accerchiato dalle truppe nemiche, secondo la tattica preferita dai Sasanidi. Le ali romane ingaggiarono rapidamente il nemico, per evitare di rimanere esposte a lungo al tiro degli arcieri, molto numerosi, e la battaglia ebbe inizio. Malgrado l'inferiorità numerica, l'esercito romano ottenne una schiacciante vittoria: Gore Vidal, nel suo romanzo storico Giuliano, riporta che i Sasanidi ebbero 25 000 perdite (su un esercito di circa 100 000 unità) a fronte dei 75 caduti romani (su un esercito di circa 35 000 unità) e furono costretti a ritirarsi verso la città, dove sarebbero stati raggiunti dal loro nemico se il comandante dell'avanguardia romana, Vittore, non fosse stato ferito alla spalla da una freccia.

## Ritirata e morte di Giuliano

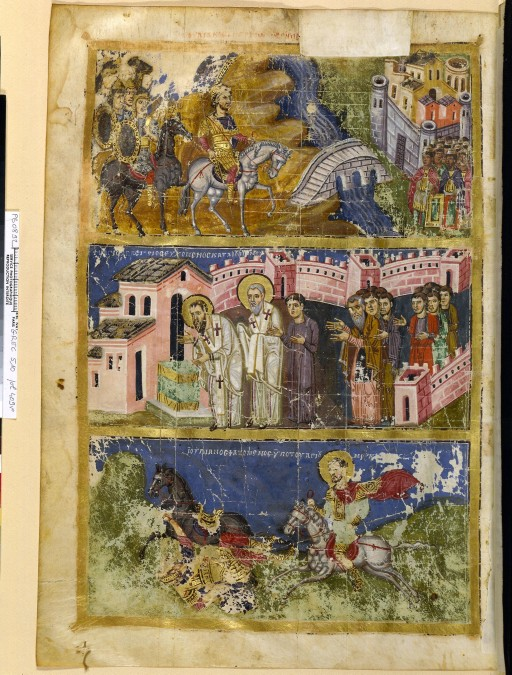
Giuliano davanti alle mura di Ctesifonte

La mancanza di macchine di assedio, la lunghezza delle linee di rifornimento romane, la possibilità di essere oggetto di attacchi da parte dell'esercito sasanide di Sapore fino ad allora lontano dal campo di battaglia, il mancato arrivo di Procopio e del re di Armenia sono tra le possibili ragioni che convinsero Giuliano a rinunciare a prendere Ctesifonte e a ritirarsi verso nord, lungo il Tigri.
Un mese dopo, il 26 giugno, Giuliano cadde in battaglia, dopo essere intervenuto personalmente in una scaramuccia con la cavalleria sasanide senza aver indossato l'armatura. L'esercito romano acclamò imperatore Gioviano, il quale negoziò con i Sasanidi una dura pace per permettere all'esercito di tornare nel territorio romano.